# Ikebana
Ikebana (生け花 (Sinh Hoa) nghĩa: "hoa sống") là nghệ thuật cắm hoa của Nhật Bản, cũng được biết đến dưới cái tên kadō (華道)— "hoa đạo". Theo nghệ thuật Ikebana, hoa được cắm hài hòa với màu sắc và bài trí của phòng, bình cắm...tượng trưng cho thiên, địa, nhân (trời, đất, con người).

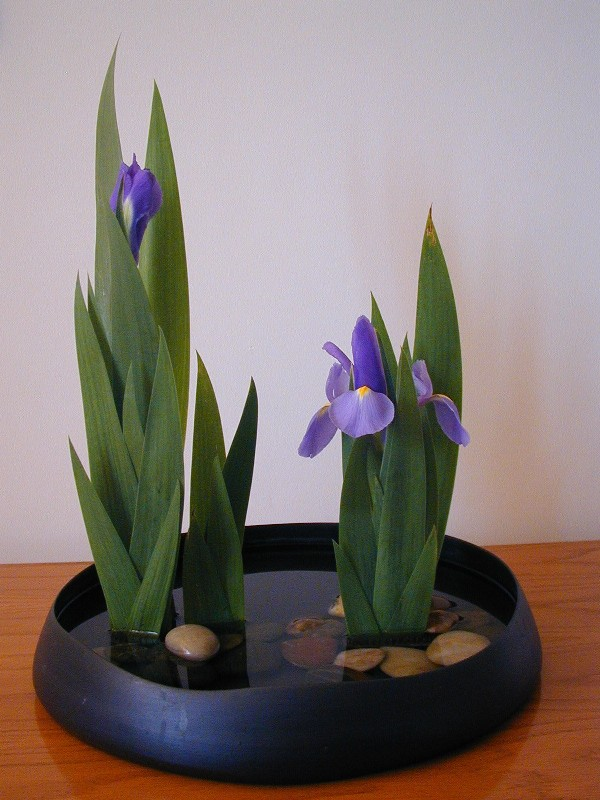
Nghệ thuật cắm hoa Ikebana

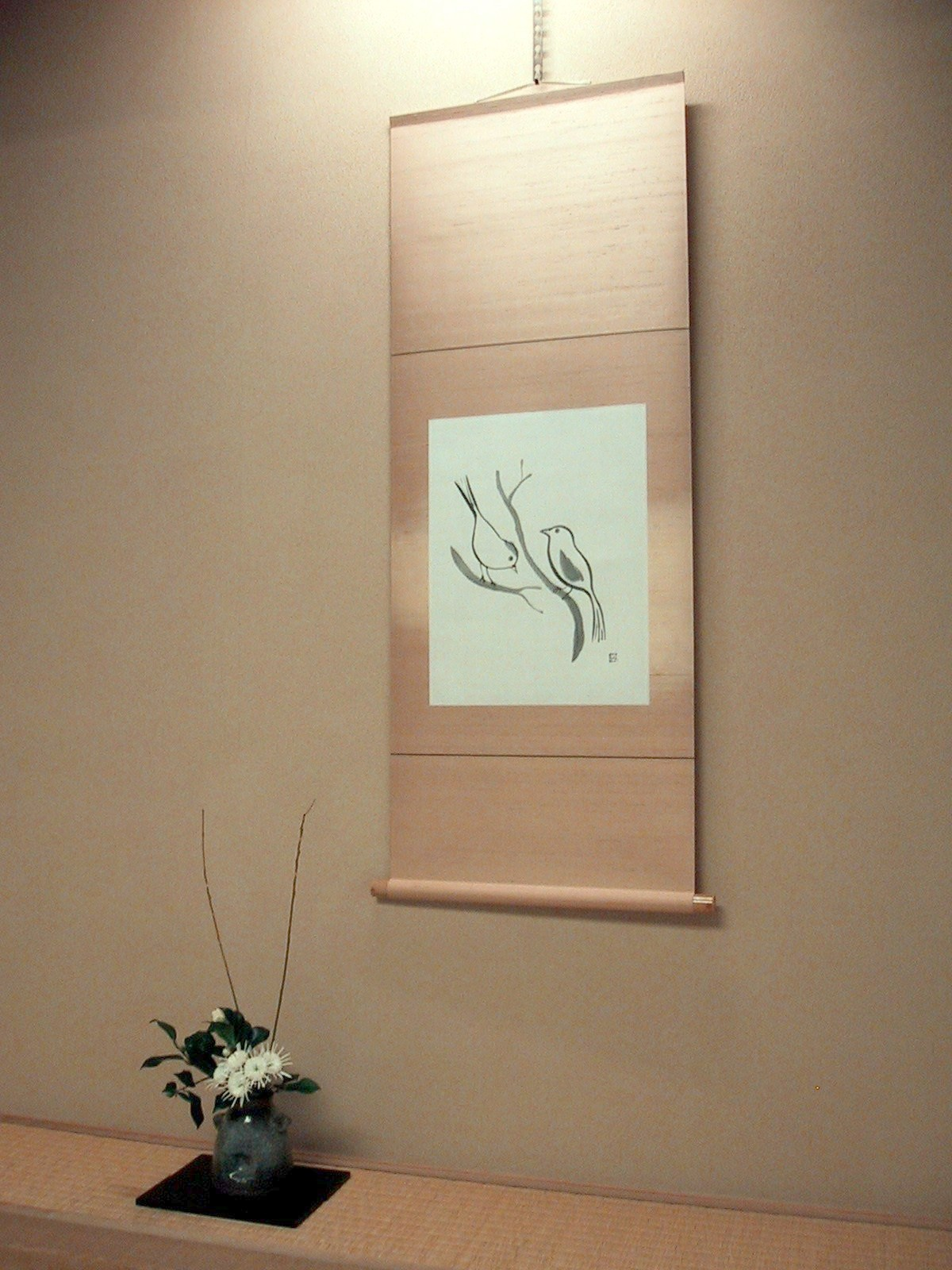
Kakemono và Ikebana

Cách cắm hoa sẽ cho ra nhiều ý nghĩa. Ví dụ như cành thưa thớt sẽ biển hiện cho mùa đông hay, ngược lại, cắm nhiều cành đan xen với nhau sẽ tượng trưng cho mùa hạ. Hay như nụ hoa sẽ có nghĩa là tương lai, bông hoa chớm nở có nghĩa là hiện tại, và bông hoa đã nở bung gần hết có nghĩa là quá khứ.
Ikebana, một trong những môn nghệ thuật truyền thống của Nhật Bản, đã xuất hiện được hơn 600 năm nay. Nó phát triển từ một nghi thức hiến tế hoa cho những linh hồn đã chết của phật giáo. Giữa thế kỷ 15, cùng với sự nổi lên của những phong cách cổ điển đầu tiên, Ikebana trở thành một môn nghệ thuật đặc trưng của tôn giáo, cho dù nó vẫn tiếp tục giữ lại được tính tượng trưng và ý nghĩa triết học. Những giáo viên và những học sinh đầu tiên là những thầy tu và người có thân phận cao quý. Tuy nhiên, theo thời gian, nhiều kiểu trường học khác nhau ra đời, kiểu cách thay đổi, và Ikebana trở thành một môn nghệ thuật dành cho tất cả các tầng lớp xã hội Nhật Bản.
Theo như Mandarax, cách trang trí hoa đẹp nhất chỉ phụ thuộc một, hai hay cùng lắm là ba yếu tố. Để sắp xếp ba yếu tố, thì cả ba yếu tố phải tương tự nhau, hoặc hai trong ba yếu tố phải giống nhau, nhưng không bao giờ nên để tất cả các yếu tố đó khác nhau. Người ta nói rằng Ikebana được hệ thống hóa dễ dàng như là một loại tân dược.